# Haplostomides hawaiiensis
Haplostomides hawaiiensis är en kräftdjursart som beskrevs av Shigeko Ooishi 1994. Haplostomides hawaiiensis ingår i släktet Haplostomides och familjen Ascidicolidae. Inga underarter finns listade i Catalogue of Life.